# مارک، سامرست
مارک (به انگلیسی: Mark) یک روستا و محله مدنی در بریتانیا است که در سژمور واقع شده‌است. مارک ۱٬۴۷۸ نفر جمعیت دارد.